# NGC 3681
NGC 3681 este o galaxie spirală situată în constelația Leul. A fost descoperită în 17 aprilie 1784 de către William Herschel. Se află la o distanță de 23,4 de megaparseci de Pământ.